# Эмиграция из Африки
В этой статье рассматривается недавняя эмиграция из Африки. В статье Африканская диаспора дано общее описание исторических перемещений населения континента. См. теория африканского происхождения человека для описания потоков миграции людей в доисторическую эпоху.

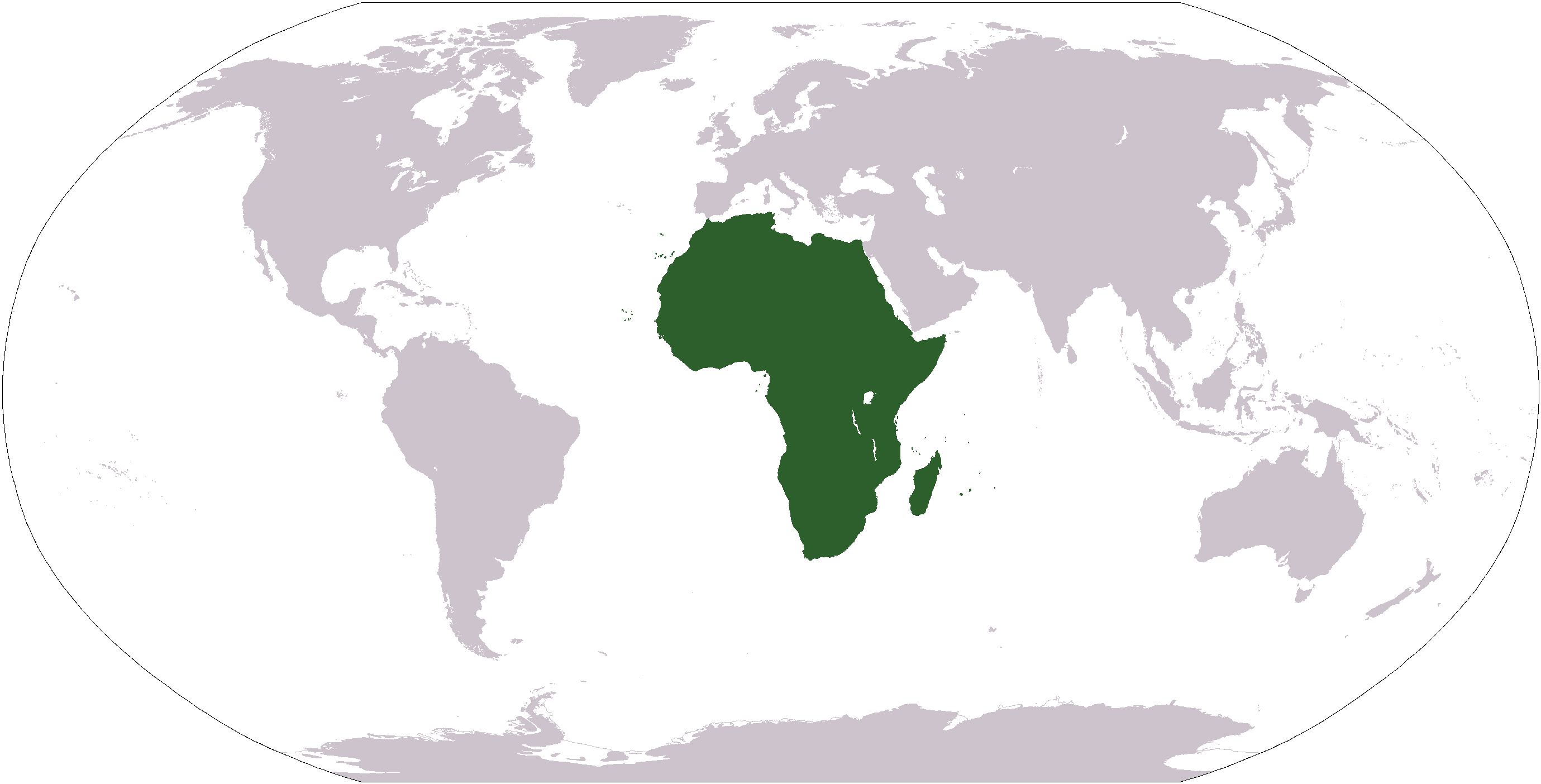
Африка на карте.

В период с 1965 по 2021 год около 440 000 человек ежегодно эмигрировали из Африки; общее количество мигрантов в Африке на 2005 год составило 17 миллионов человек  Цифра 0,44 миллиона африканских эмигрантов в год (что соответствует примерно 0,05% от общей численности населения континента) меркнет по сравнению с данными ежегодного
прироста населения, составляющими около 2,6%, что свидетельствует о том, что лишь около 2% роста населения в Африке компенсируется эмиграцией.
В течение 2000-х годов Северная Африка служила перевалочным пунктом для большого количества мигрантов из Африки к югу от Сахары, преимущественно из Западной Африки, которые планировали в дальнейшем выехать в европейские страны. Ежегодно 22 000 нелегальных мигрантов направлялись из Туниса или Ливии на Лампедузу в период 2000–2005 годов. Эта цифра уменьшилась в 2006 году, но значительно увеличилась в результате Тунисской революции 2011 года и гражданской войны в Ливии 2011 года . В 2005 году 10 000 мигрантов из Западной Африки, направлявшихся в Европу, застряли в мавританском порту Нуадибу, а 20 000 мигрантов из Тропической Африки ждали возможности перебраться в Европу в испанских анклавах в Северной Африке.

## Статистика
Просители убежища в Европе из стран Африки к югу от Сахары.
| Год  | Количество |
| ---- | ---------- |
| 2010 | 58 000     |
| 2011 | 84 000     |
| 2012 | 74 000     |
| 2013 | 91 000     |
| 2014 | 139 000    |
| 2015 | 164 000    |
| 2016 | 196 000    |
| 2017 | 168 000    |

Миграция из стран к югу от Сахары в США
| Год  | Количество |
| ---- | ---------- |
| 2010 | 52 000     |
| 2011 | 48 000     |
| 2012 | 54 000     |
| 2013 | 56 000     |
| 2014 | 58 000     |
| 2015 | 60 000     |
| 2016 | 78 000     |

Страны происхождения мигрантов из Субсахарской Африки, проживающих в США и Европе (Европейский союз, Норвегия и Швейцария).
| Страна происхождения | США     |
| -------------------- | ------- |
| Нигерия              | 280 000 |
| Эфиопия              | 220 000 |
| Гана                 | 160 000 |
| Кения                | 120 000 |
| Южная Африка         | 100 000 |
| Сомали               | 90 000  |
| Либерия              | 80 000  |
| Зимбабве             | 50 000  |
| Танзания             | 50 000  |
| Камерун              | 50 000  |

| Страна происхождения | Европа  |
| -------------------- | ------- |
| Нигерия              | 390 000 |
| Южная Африка         | 310 000 |
| Сомали               | 300 000 |
| Сенегал              | 270 000 |
| Гана                 | 250 000 |
| Ангола               | 220 000 |
| Кения                | 180 000 |
| ДР Конго             | 150 000 |
| Камерун              | 150 000 |
| Кот-д'Ивуар          | 140 000 |

Доля населения стран Африки к югу от Сахары, которая жила бы в другой стране, если бы имела средства и возможность уехать.
| Страна       | % населения |
| ------------ | ----------- |
| Гана         | 75          |
| Нигерия      | 74          |
| Кения        | 54          |
| Южная Африка | 51          |
| Сенегал      | 46          |
| Танзания     | 43          |